# اسکادران ای۷۸
اسکادران اِی۷۸ (به انگلیسی: 78a Squadriglia) یکی از گردان‌های جنگنده هوایی اصلی پادشاهی ایتالیا در جنگ جهانی اول بود که از ۲۹ ژوئن ۱۹۱۶ میلادی تا ۳ نوامبر ۱۹۱۸ میلادی در نبرد خدمت می‌کرد. آنها ۴۷۷۰ مأموریت جنگی انجام دادند و در ۸۸ نبرد هوایی به پیروزی رسید.

## تاریخچه
اسکادران آ۷۸ از میان سپاه نیروی هوایی ایتالیا در ۲۹ ژوئن ۱۹۱۶ میلادی تشکیل شد. مجهز به هفت هواپیما از نوع نیوپورت ۱۰ - (به انگلیسی: Nieuport 10s) و نیوپورت ۱۱ (به انگلیسی: Nieuport 11) شد و در ۱۶ اوت ۱۹۱۶ به بهره‌برداری رسید. در ۳ سپتامبر ۱۹۱۶ به کمپوفرمیدو اعزام شد. شش روز بعد، اولین رزمایش پروازی را انجام داد. اسکادران جدید تا ۱۰ آوریل ۱۹۱۷ میلادی که به گروه 10o Gruppo پیوست، مستقل عمل می‌کرد. این گروه در اکتبر ۱۹۱۷ از گروه Gruppo خارج شد تا تحت فرماندهی پیر روگیرو پیشکیو (به انگلیسی: Pier Ruggero Piccio) قرار گیرد. این مصادف با زمانی بود که پیکشیو در حال ایجاد تاکتیکهای هوایی جدید برای ایتالیایی‌ها بود. این اسکادران متعاقباً در تاریخ ۲۴ ژانویه ۱۹۱۸ به گروه 15o Gruppo پیوست. آخرین جابجایی آنها هنگام جنگ همراه با گروه 23o Gruppo، در ۱۸ ژوئیه ۱۹۱۸ میلادی بود.

## نتیجه هنگام پایان نبرد
هنگام پایان جنگ این اسکادران ۴۷۷۰ سورتی پرواز انجام داده بود و در ۴۴۳ نبرد هوایی شرکت کرده بود و ۸۸ پیروزی کامل کسب کرده بود. در این میان ۶ خلبان حدود پنج یا بیشتر هواپیمای دشمن را سرنگون کردند و البته چهار خلبان اسکادران کشته شدند.

## افسران فرمانده
- دومنیکو بولونزی از کانادا: از حدود ۲ ژوئن ۱۹۱۶
- آنتونیو ریوا: ۲۰ نوامبر ۱۹۱۷ تا پایان جنگ[۲]

## ایستگاه‌های استقرار
- کامپوفوریمو: ۳ سپتامبر ۱۹۱۶
- بورگنانو: اوت ۱۹۱۷
- آویانو: اکتبر ۱۹۱۷
- ایسترانا[۲]

## اعضای قابل توجه
- آمدمئو مکوززی
- آنتونیو ریوا
- کوزیمو رنلا
- آنتونیو چیری
- گوگللیو فرونجیاری
- گیدو ماسیرو[۲]

## هواپیما
- نیوپورت ۱۰
- نیوپورت ۱۱
- هانریوتس[۲]

## یادداشت
1. ↑  Varriale 2009, p. 9.
2. 1 2 3 4 5 6  Franks et al 1997, p. 124.